# Léon Charles Thévenin

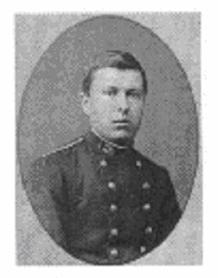
Léon Charles Thévenin

Léon Charles Thévenin (* 30. März 1857 in Meaux, Frankreich; † 21. September 1926 in Paris, Frankreich) war ein französischer Telegrafeningenieur. Er ist der Namensgeber des Thévenin-Theorems und des Kabellegers Léon Thévenin.
Thévenin diplomierte 1876 an der École polytechnique (dt. Polytechnische Hochschule, französische Eliteschule) und 1879 an der École supérieure de télégraphie (dt. Telegraphiehochschule). 1890 fing er bei der noch jungen Administration des postes et télégraphes (dt. Post- und Telegraphenverwaltung) an. Gleichzeitig befasste er sich mit Mathematikkursen und führt seine eigenen Forschungsarbeiten in der Elektrizität durch. Bei der Schaffung der École professionnelle supérieure des postes et télégraphes (EPSPT, dt. Hochschule der Post und Telegraphen) 1888 begann er dort Mathematik und Elektrizität zu lehren. In 1896 wurde er zum Direktor dieser Schule ernannt. Er führte Studien, die die Art, Stromversorgungsnetze zu bauen, beeinflussen sollten. Im Jahre 1901 wurde er als Direktor der EPSPT von Édouard Estaunié abgelöst. Bis zum Eintritt in den Ruhestand war er Leiter eines Werkes der Administration des postes et télégraphes, welches Maschinen zur Briefmarkenherstellung baute.
Thévenin veröffentlichte in 1896 eine auf den kirchhoffschen Regeln und dem ohmschen Gesetz basierende Formel zur Vereinfachung elektrischer Schaltungen (bzw. deren Berechnung), die als Thévenin-Theorem bekannt ist.